# Mariano Stabile
Mariano Stabile (Palerm, Itàlia, 12 de maig de 1888 - Milà, 11 de gener de 1968) fou un baríton italià particularment associat amb el repertori italià i en especial a l'òpera Falstaff de Giuseppe Verdi.

## Carrera
Va estudiar a l'Acadèmia de Santa Cecília de Roma amb Antonio Cotogni, debutant el 1909 a Palerm com a Marcello a La bohème de Giacomo Puccini.
Va debutar el 1911 a Sant Petersburg, al Teatre del Liceu de Barcelona en la temporada 1913-1914, interpretant Il trovatore de Verdi i Il barbiere di Siviglia de Gioachino Rossini, i a l'Òpera de París el 1917, com Amonasro d'Aida de Verdi.
El 1918 va debutar al Teatro Colón de Buenos Aires com a Fígaro d'Il barbiere di Siviglia, al costat d'Ángeles Ottein, cantant després el paper d'Escamillo de Carmen de Georges Bizet, Taddeo de Pagliacci de Ruggero Leoncavallo, Ford de Falstaff i a l'estrena mundial de Tucumán de Felipe Boero, amb Hina Spani i Aureliano Pertile.
La seva absoluta consagració li va arribar sota la direcció del director italià Arturo Toscanini quan ho va triar per al Falstaff en la reobertura de La Scala del 1921, paper que cantaria 1200 vegades en la seva carrera.
A La Scala va cantar fins al 1955, com Gérard, Scarpia, Iago, Malatesta, Dulcamara, Beckmesser, Schicchi, Belfagor (d'Ottorino Respighi) i a la reestrena d'Il turco in Italia del 1955, amb Maria Callas.
Stabile va actuar al Covent Garden de Londres entre 1926 i 1931, al Festival de Glyndebourne i Festival de Salzburg entre 1931 i 1939, i el 1948 al Festival d'Edimburg com a Dr. Malatesta a Don Pasquale, sent la seva única aparició als Estats Units d'Amèrica a l'Òpera Lírica de Chicago el 1924.
Stabile posseïa una veu excel·lent, si bé limitada en l'agut, que va fer servir amb intel·ligència i estil, destacant-se per la seva dicció i qualitats d'actor, especialment en comèdia.
En retirar-se, es va dedicar a l'ensenyament al Conservatori de Pesaro, on va ser mestre de cant fins al 1959.
Es va casar amb la soprano Gemma Bosini (1890-1982), amb qui actuava sovint.

## Discografia
- Verdi: Falstaff / Victor de Sabata, Stabile, Renata Tebaldi, Cesare Valletti, 1951.
- Mozart: Così fan tutte / Karl Bohm, Danco, Giulietta Simionato, Morel.
- Mozart: Le nozze di Figaro / Bruno Walter, Ezio Pinza, Stabile, Salzburg 1937
- Rossini: Il turco in Italia / Gianandrea Gavazzeni, Maria Callas, Nicolai Gedda, Nicola Rossi Lemeni, 1954.